# Charles Leslie Johnson
Charles Leslie Johnson, noto anche con lo pseudonimo di Raymond Birch (Kansas City, 3 dicembre 1876 – Kansas City, 28 dicembre 1950), è stato un compositore statunitense di ragtime e musica popolare.

## Biografia
Charlie Leslie Johnson nacque a Kansas City nel Kansas e morì a Kansas City nel Missouri. Trascorse tutta la sua vita fra queste 2 città.
Compose 30 ragtime, fra cui uno dei più famosi è Dill Pickles.

## Composizioni

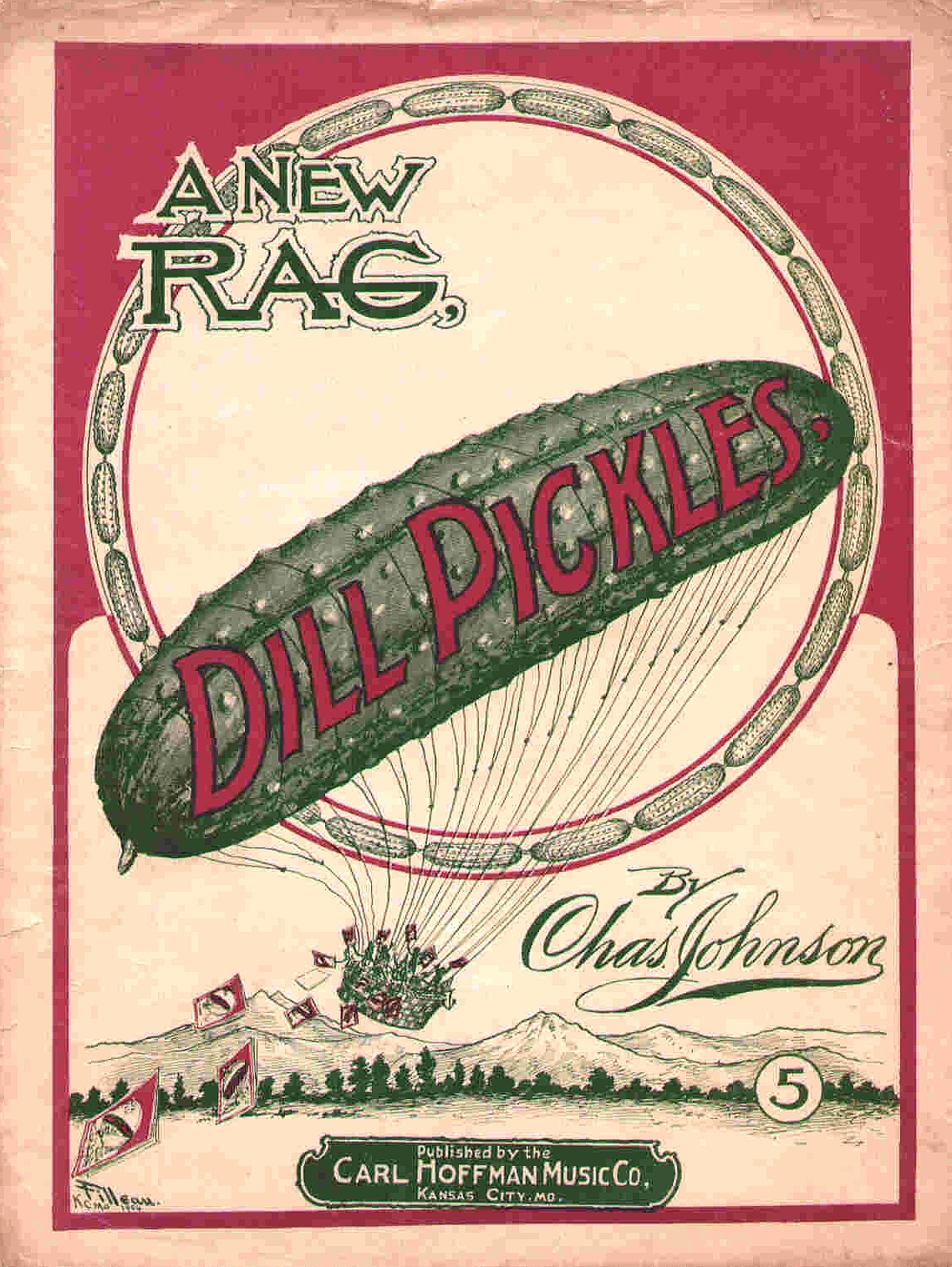
Dill Pickles

- Dill Pickles (rag)
- Doc Brown's Cake Walk
- Apple Jack (Some Rag)
- Snookums Rag